# عالي شهر
عالي شهر (بالفارسية: عالی‌شهر) هي قرية تقع في إيران في منطقة مركزية ريفية. يقدر عدد سكانها بـ 6,251 نسمة .